# Dario Campeotto
Dario Campeotto, né le 1er février 1939 à Frederiksberg (Copenhague) et mort le 1er avril 2023 dans le même quartier, est un chanteur et acteur danois d'origine italienne,.
Il est notamment connu pour avoir remporté la finale nationale Dansk Melodi Grand Prix de 1961 avec la chanson Angelique et avec laquelle il a ensuite représenté le Danemark au Concours Eurovision de la chanson 1961 à Cannes.

## Discographie

### Albums
| Année | Album                 | Classement |
| Année | Album                 | DK         |
| ----- | --------------------- | ---------- |
| 1961  | Dario                 | –          |
| 1972  | Dario i dag           | –          |
| 1977  | Rose Marie            | –          |
| 1981  | Min sang              | –          |
| 1989  | Glædelig jul          | –          |
| 2001  | Love Is in the Air    | –          |
| 2011  | En aften med...       | –          |
| 2014  | Mit skønne italien    | 12         |
| 2017  | Jul, jul, dejlige jul | –          |

### Simples
| Année | Chanson   | Classement |
| Année | Chanson   | NO         |
| ----- | --------- | ---------- |
| 1961  | Angelique | 9          |

## Filmographie

### Cinéma
- 1960 : Eventyrrejsen (da) d'Ole Berggreen ; Romeo
- 1961 : Peters baby (en) d'Annelise Reenberg ; chanteur
- 1962 : Han, hun, Dirch og Dario (en) d'Annelise Reenberg ; Mario
- 1966 : Flagermusen (en) d'Annelise Meineche ; Alfred
- 1967 : Nyhavns glade gutter (da) de Carl Ottosen ; le Français à Cannes
- 1976 : Hopla på sengekanten (da) de John Hilbard ; Italien
- 1994 : Kærlighed ved første desperate blik (da) de Kirsten Stenbæk ; livreur de journaux
- 2001 : Flyvende farmor (da) de Steen Rasmussen et Michael Wikke ; Åge, le grand-père
- 2019 : Gooseboy de Steen Rasmussen et Michael Wikke ; contrôleur de circulation aérienne

### Télévision
- 1988 : Station 13 ; Mario.